# بالميتات الأسكوربيل
أسكوربيل بالميتات، إستر مكون من حمض الأسكوربيك وحمض البالمتيك مما يعطي شكل من الفيتامين C ولكن منحل بالدسم.

## التسمية الكيميائية
L-Ascorbic Acid 6-Hexadecanoate

## الاستخدام الصيدلاني
عامل مضاد للأكسدة ومثبت للمستحضرات الزيتية، يستخدم أسكوربي بالميتات بشكل رئيسي كعامل مثبت في الأشكال الصيدلانية الزيتية ومنتجات الأطعمة وذلك إما لوحدة أو بالمشاركة مع توكوفيرول. كما يستخدم في المستحضرات الفموية والوضعية كعامل مضاد للأكسدة لحماية المواد التي تتأثر بأكسجين الهواء. إن مشاركة الأسكوربيل بالميتات مع توكوفيرول تحقق مؤازرة تؤدي إلى الحصول على تأثير أكبر وتسمح بتخفيض الكميات المستهلكة من المواد المضادة للأكسدة. انحلاله في الكحول يسمح باستخدامه في الأشكال المائية واللامائية والمستحلبات .

## التأثير على صحة الجسم
بشكل عام يعد الأسكوربيل بالميتات مادة عديمة السمية وغير مخرشة وقد حددت منظمة الصحة العالمية الحد اليومي المقبول بـ 1.25 مع/كغ من وزن الجسم كحد أقصى.			LD50 (mouse,oral) = 25g/kg
			LD50 (rat,oral) = 10g/kg

## سلامة الاستعمال
تختلف الاحتياطات المتبعة أثناء التعامل مع هذه المادة باختلاف الكمية وظروف التعامل معها ويُنصح بحماية العين لأن غباره قد يسبب تخريش العينين بالإضافة إلى تخرش المجاري التنفسية.
7-التنافرات: يتنافر عادة مع المؤكسدات .